# Gonomyia (Leiponeura) citribasis
Gonomyia (Leiponeura) citribasis is een tweevleugelige uit de familie steltmuggen (Limoniidae). De soort komt voor in het Australaziatisch gebied.